# 大熊英司
大熊 英司（おおくま えいじ、1963年9月5日 - ）は、日本のフリーアナウンサー、ナレーター。シグマ・セブンフェイス所属。元テレビ朝日アナウンサー。

## 来歴
東京都板橋区生まれ、愛知県名古屋市育ち。名古屋市立城山中学校、名古屋市立菊里高等学校から1浪して一橋大学経済学部（美濃口武雄ゼミ）を卒業後、1987年4月1日に入社。同期は渡辺由佳。就職活動に当たっては日本銀行にも内定を得ていたが、アナウンサーの道に進むことにしたため辞退。
学生時代は吹奏楽部やイージー・リスニング楽団に所属し、フルートを演奏。
入社時からニュース、スポーツなどジャンルに関係なく多くの番組に出演。バラエティ番組の司会も受け持っていたが、実際にはスポーツ実況が好きで、「五輪で実況アナウンスを務める」という夢を長年抱いていた。その夢は2006年トリノオリンピックの際に叶えた。またテレビ朝日がボクシング中継（『エキサイトボクシング』）を行っていた当時、大熊がメイン実況アナウンサーを務めており、大橋秀行（元WBA・WBC世界ストロー級王者）、川島郭志（元WBC世界スーパーフライ級王者）の世界タイトルマッチを全て実況していた。
2006年4月から2020年3月まで長年にわたって土日の朝・昼の『ANNニュース』を担当していた（日曜は『サンデーLIVE!!』開始以降、原則昼のみを担当していた）。
2020年6月30日付で33年3ヶ月在職したテレビ朝日を退職、7月1日より声優・ナレーター事務所のシグマ・セブンに所属し、フリーアナウンサーとしての活動の他、ナレーターとしても活動の幅を広げていく。その後、グループ会社のシグマ・セブンフェイスに移籍している。
因みに、フリーに転身しての初仕事は、盟友でもある江頭2:50のYouTubeチャンネル「エガちゃんねる」である。

## 人物・エピソード
- 血液型はA[1]。
- 愛称は熊の助。名づけ親は草彅剛。『『ぷっ』すま』のショートコントで突発的に出した名前から。今では気に入っているとの事[10][注 8]。ちなみに、熊の助と呼ばれたのは人生で初めてだとつづっている（それまでの愛称は「くまさん」など）。
- 独身（未婚）。『『ぷっ』すま』では稀にいじられていた。
- 甘い物が大好物（特にアイスクリーム）。
- 名字が「大熊」なので、熊に愛着があり、自宅には大量の熊のぬいぐるみが置いてあると言う。
- 2009年3月8日放送のニュースで、前日に行われたワールド・ベースボール・クラシック（WBC）の結果（日本が韓国に14対2で勝利した試合）を伝える際、「日本が韓国に大敗した」という旨で誤報。その後『キャラ☆キング』のDVD発売記念イベントに司会として登場した際、「さっきニュースを読んだのですが、『（WBCで）日本が韓国に“大敗”した』と読んじゃいまして…。こんな風に落ち込むことがあっても元気になれるDVDです」と自虐した[11]。
- 好みの女性のタイプは相武紗季。

テレビ朝日退社・フリー転向に関するエピソード
- 早期退職制度があったことから、テレビ朝日からの退社は1年前から検討していた。「今後、長く仕事を続けていくために助走を長く取った方が良いのかなと思った。新しいことを早めに始めた形です」と語る[12]。
- テレビ朝日退社の理由の一つとして、ナレーターの世界を探求したいとの思いがあった。テレビ朝日の朗読劇イベントに参加する中でナレーター界の第一人者である槇大輔から度々アドバイスを受け、その深い技術に感銘を受けていた。退社後はその槇が立ち上げ時のメンバーであるシグマ・セブンに所属している[12]。
- テレビ朝日からの退社は円満退社であり、所属最終日の6月30日に行われたテレビ朝日の定例社長会見で、社長の亀山慶二は「長きにわたり、いろいろな主要な番組を担当してもらいました。本当にご苦労さまでした」と大熊をねぎらうコメントを出している[13]。
- バラエティ番組『『ぷっ』すま』では約17年間という長期にわたってサブMCを担当。番組が最終回を迎えるあたり、番組サイト内の大熊によるブログでは、これで終わりのような気がしない、番組MCの草彅剛とユースケ・サンタマリアや番組スタッフとまた一緒に仕事ができるんじゃないか、といった思いが綴られていた。そのため、大熊のフリー転向の報道が出た際には、新たに草彅とユースケがMCを務めているAmazonプライム・ビデオの番組である『なぎスケ!』への出演がネットユーザーを中心に期待されていた[14]。
- 『『ぷっ』すま』での縁もあり、同番組にたまに出演していたお笑いタレント・江頭2:50のYouTubeチャンネル『エガちゃんねる』へのサプライズゲスト出演がフリー転向後の初仕事となった。フリーになることが決まってから最初に依頼が来た仕事だったといい、また、フリー初日の7月1日は奇しくも江頭の誕生日と同日であり、当日中に出演動画が投稿された。動画内では『『ぷっ』すま』MCの草彅とユースケの2人からのビデオメッセージも流され、直接の対面はしていないものの『『ぷっ』すま』共演者4名による4ショットが2年以上ぶりに実現した[9]。
- 草彅との直接の共演及び再会は、7月5日配信のABEMA『7.2 新しい別の窓』「ななにー!お久しぶりです!」のゲスト出演で実現した[15][16]。

## 出演番組
報道・情報番組
| 期間       | 期間      | 番組名                | 役職                                       |
| ---------- | --------- | --------------------- | ------------------------------------------ |
| 1991年10月 | 1993年3月 | ANNニュースフレッシュ | 週末担当キャスター                         |
| 1993年10月 | 1995年3月 | ステーションEYE       | 金曜日スポーツキャスター                   |
| 時期不明   | 時期不明  | スーパーJチャンネル   | 金曜特集『ウワサ検証人』レポーター         |
| 1997年4月  | 1997年3月 | 陽気にカプチーノ      | 司会兼ナレーション                         |
| 1998年4月  | 1999年3月 | やじうまワイド        | 月・火曜日総合司会                         |
| 1999年4月  | 2000年9月 | やじうまワイド        | 水・木曜日総合司会                         |
| 2000年10月 | 2002年6月 | やじうまワイド        | 金・土曜日総合司会                         |
| 2006年4月  | 2017年9月 | ANNニュース           | 週末朝・昼枠での担当キャスター             |
| 2012年4月  | 2013年3月 | ワイド!スクランブル   | 『夕刊ブラッシュアップ』金曜日担当         |
| 2017年10月 | 2020年3月 | ANNニュース           | 土曜日朝枠および週末昼枠での担当キャスター |

その他
- 各種スポーツ中継（1987年 - 2013年）
- 過去のテレビ朝日公式サイト内にて、スポーツ実況担当競技について“柔道・ボクシング・野球・陸上・駅伝・マラソン・水泳・シンクロ・飛び込み・テニス・バレーボール・バスケットボール・ハンドボール・体操・ボウリング・相撲等々”と明記。
  - 1997年当時…アマチュアスポーツ全般、プロボクシング
  - ビッグスポーツワールド（1989年4月 - 1991年3月。前半は世界のスポーツ情報、後半はスポーツ中継で構成された番組[17]） - MC、テニス中継の実況を担当。初のMC担当番組でもあった[注 9]。
  - エキサイトボクシング（プロボクシング中継）[注 10]
  - プロ野球中継 - 実況[注 11]
    - 衛星チャンネル（CSテレビ局）向け放送分[注 12]

  - 近代オリンピック中継
    - 長野オリンピック 実況（1998年2月） - フリースタイルスキー競技（衛星ハイビジョン放送向け）を担当[注 13]。
    - トリノオリンピック 実況（2006年2月） - カーリング競技ほか

  - 2001年世界水泳選手権（2001年7月） - 実況[注 14]
- 速報!甲子園への道（1988年・1989年の7月） - MCとして、関東の地区大会の結果を伝えた[注 15]。
- NBA FAST BREAK（1996年4月 - 1998年3月）
- 大相撲ダイジェスト（2002年11月 - 2003年11月）
- さんまのナンでもダービー（1993年 - 1995年）
- 炎のチャレンジャー（1995年 - 2000年）
- 『ぷっ』すま（2001年4月 - 2018年3月）
- よっ!日本一!!
- キャラ☆キング -　司会
- ちい散歩（水曜日「ちい散歩くらぶ 昭和の風景」ナレーション）
- クイズ!スピードキング（司会）
- 松本清張ドラマスペシャル 黒い樹海（2016年3月13日）
- いきなり!黄金伝説。（「1ヶ月1万円節約バトル」の結果発表時）
- テレビじゃ教えてくれない!業界裏教科書→芸能義塾大学（AbemaTV 、2017年2月5日 - 2018年3月31日）- MC
- 徹子の部屋秋の傑作選（2017年9月19日 - 22日、ナレーション）
- テレビじゃ教えてくれない!業界裏教科書（AbemaTV。2017年2月より）[注 16]
- 芸能義塾大学（AbemaTV。上記『業界裏教科書』のリニューアル番組として2017年7月13日より配信開始[23]。進行を担当[23]）[注 17]
- 麻雀番組（テレ朝チャンネル。2016年3月より担当[注 18]）
  - 女流雀士 プロアマNo.1決定戦 てんパイクイーン（テレ朝チャンネル2。不定期放送） - 実況 ※退社時の担当番組[注 19]
  - 麻雀オールスター（テレ朝チャンネル2。不定期放送）※退社時の担当番組[24]
- 昼めし旅（テレビ東京、2020年12月9日 鳥取県境港市、2021年1月13日 島根県松江市）- 現地取材
- 運珍のわらしべパチンコ道!（MONDO TV、2021年10月 - ） - ナレーション
- 運珍のおやじパチンコ道（MONDO TV、2022年3月 - ） - ナレーション
- シン・オカルト倶楽部（エンタメ～テレ、2023年4月3日 - ） - ナレーション

## その他
- プレイステーション用ゲームソフト『ウッチャンナンチャンの炎のチャレンジャー 電流イライラ棒リターンズ』（1998年3月19日、ザウルス発売） - 実況アナウンサーとして声の出演
- 水樹奈々「S.C.NANA NET ファンクラブイベントVIII」VTR企画「水樹奈々史 テルミドールの反動」（2020年） - ナレーターとして声の出演、映像ソフト「NANA ACOUSTIC ONLINE」に特典映像として収録